# Argyrogrammana celata
Argyrogrammana celata is een vlindersoort uit de familie van de prachtvlinders (Riodinidae), onderfamilie Riodininae.
Argyrogrammana celata werd in 1995 beschreven door Hall, J & Willmott.